# هايدي اس كيو ال
هايدي اس كيو ال (بالإنجليزية: HeidiSQL)‏ هي أداة لإدارة قواعد البيانات مع محرر SQL ومنشئ استعلام. طورت الأداة لاستخدامها مع أنظمة إدارة قواعد البيانات العلائقية في البداية MySQL المتاح تجاريًا أو مجانًا.
بدأ تطوير البرنامج تحت اسم MySQL-Front ، كبرنامج تجريبي ، وأصبح مشروعًا مجانيًا في عام 2006. وبعد مشكلة قانونية مع MySQL AB تتعلق باستخدام اسم العلامة التجارية، اختار مطوره Ansgar Becker اسم HeidiSQL نسبة إلى هايدي فتاة جبال الألب.
HeidiSQL قادر على الاتصال بقواعد بيانات MySQL وMicrosoft SQL Server وPostgreSQL وSQLite 

## مقالات ذات صلة
- PhpMyAdmin

## روابط خارجية
- (بالإنجليزية) الموقع الرسمي